# Allt om Stockholm
Allt om Stockholm, eller alltomstockholm.se, är en svensk webbplats med information och nyheter om Stockholm som funnits sedan 1997 i olika former.
Sajten lanserades den 20 november 1997 av Schibstedkontrollerade Scandinavia Online AB. Den samarbetade då med Aftonbladets nöjesredaktion och hade främst ett nöjesinriktat utbud. I januari 1998 meddelade Schibsted, Telia och Telenor att de skulle konsolidera sin svenska verksamhet i ett nytt företag kallat Scandinavia Online AB. Planen var ursprungligen att Allt om Stockholm skulle ingå i det nya företaget, men sajten exkluderades senare och förblev helägd av Schibsted.
Ganska snart tecknades ett samarbetsavtal med amerikanska CitySearch och den 24 september 1998 relanserades Allt om Stockholm enligt CitySearchs koncept. Det redaktionella materialet kompletterades då med evenemang och annan information.
I oktober 2000 såldes webbplatsen till TV4 AB, som menade att den kunde komplettera företagets befintliga utbud. Den 14 mars 2001 lanserade TV4 dessutom Allt om Göteborg och Allt om Malmö som producerades i samarbete med TV4 Göteborg respektive TV4 Öresund. Allt om Göteborg och Allt om Malmö gick inte med vinst och avvecklades vid årsskiftet 2004/2005. Under en period med början 2002 inleddes ett innehållssamarbete med Expressens bilaga Guiden.
I november 2005 sålde TV4 Allt om Stockholm till Aftonbladet Nya medier, vilket innebar att sajten återigen blev en del av Schibsted. I samband med starten av gratistidningen Punkt SE återuppstod Allt om Göteborg och Allt om Malmö, för att återigen läggas ner vid årsskiftet 2007/2008. 1 juli 2016 sålde Schibsted sidan till Mitt i efter att under 2015 gått med en förlust på 3,5 miljoner kronor på sidan. Under år 2020 slutade Mitt i att uppdatera Allt om Stockholm.

## Källhänvisningar
1. ↑  ”Ännu en nöjesguide för Stockholm”. Dagens IT. 12 november 1997.
2. ↑  ”AGREEMENTS REGARDING SOL AB (SWEDEN) AND SOL AS (DENMARK”. Schibsted. 18 december 1998. Arkiverad från originalet den 15 april 2015. https://web.archive.org/web/20150415104722/http://www.schibsted.com/en/ir/Regulatory--and-pressreleases/Regulatory-and-Press-Releases-Archive1/1998/AGREEMENTS-REGARDING-SOL-AB-SWEDEN-AND-SOL-AS-DENMARK/. Läst 15 april 2015.
3. ↑  ”TV4 Annual Accounts 2000”. TV4 AB. 13 februari 2001. Arkiverad från originalet den 15 april 2015. https://web.archive.org/web/20150415103329/http://feed.ne.cision.com/wpyfs/00/00/00/00/00/01/A3/E7/bit0002.pdf.
4. ↑  ”TV4 köper Allt om Stockholm”. Dagens Media. 24 oktober 2000. Arkiverad från originalet den 15 april 2015. https://web.archive.org/web/20150415103055/http://www.dagensmedia.se/nyheter/article7010.ece. Läst 15 april 2015.
5. ↑  TV4 tar över internetbolag, TV4, 24 oktober 2000
6. ↑  ”TV4 satsar på Göteborg och Malmö”. TV4 AB. 13 februari 2001. Arkiverad från originalet den 15 april 2015. https://web.archive.org/web/20150415103351/http://feed.ne.cision.com/wpyfs/00/00/00/00/00/01/A3/E4/bit0002.pdf.
7. ↑  Populär stadsguide introduceras i Malmö och Göteborg, TV4, 14 mars 2001
8. ↑  ”Bokslut 2004”. TV4 AB. 8 februari 2005. http://hugin.info/1241/R/979433/144931.pdf.
9. ↑  Allt om Stockholm inleder samarbete med Expressen, 4 april 2002
10. ↑  ”Aftonbladet tar över Allt om Stockholm.se”. Aftonbladet. 2 november 2005. http://www.aftonbladet.se/nyheter/article10695353.ab.
11. ↑  ”Inget mer Allt om Malmö”. Sydsvenskan. 21 december 2007. Arkiverad från originalet den 15 april 2015. https://web.archive.org/web/20150415105715/http://www.sydsvenskan.se/kultur--nojen/inget-mer-allt-om-malmo/. Läst 15 april 2015.
12. ↑  Mitt i köper Allt om Stockholm Resumé 1 juli 2016
13. ↑  Allt om Stockholm uppdateras inte längre – Mitt i släpper ny guide, Dagens Media, 28 maj 2021